# استوارت منزیس
استوارت منزیس (انگلیسی: Stewart Menzies؛ ۳۰ ژانویه ۱۸۹۰ – ۲۹ مه ۱۹۶۸) نظامی و افسر اطلاعاتی اهل بریتانیا بود. وی همچنین برندهٔ جوایزی همچون صلیب نظامی شده‌ است.